# Балийский тигр
Балийский тигр — вымершая популяция тигра подвида Panthera tigris sondaica, обитавшая только на острове Бали. Одна из трёх популяций тигра Индонезийского архипелага, два других — яванский тигр (вымер) и суматранский тигр (под угрозой исчезновения).

## Филогения
Существуют две общие теории о появлении балийского тигра. Первая из них считает, что яванский и балийский тигры первоначально были одним подвидом. Во время ледникового периода тигр мог оказаться изолированным на двух разных островах. И таким образом на Бали сформировался балийский тигр, а на острове Ява — яванский.
Вторая теория считает, что тигр такого же вида (предок балийского и яванского) переплыл пролив Бали расстоянием 2,4 км с о. Ява и заселил новые земли.

## Внешний вид
Балийский тигр являлся наименьшим среди всех популяций тигра. Длина самцов варьировалась от 120 до 230 см, самок — от 93 до 183 см. Вес самцов был около 90—100 кг, самок — 65—80 кг.
Мех очень короткий, яркого оранжевого цвета, с наименьшим количеством чёрных полос среди всех популяций. Иногда между полосами были маленькие пятна тёмного цвета.

## Образ жизни
Образ жизни подобен таковому у других популяций тигра. Основной добычей тигра были олени — мунтжак и гривистый замбар, а также макаки-крабоеды.
Средняя продолжительность жизни тигров данной популяции 8—10 лет.

## Размножение
После беременности, длившейся в среднем 103 дня, самки рожали 2—3 тигренка весом от 0,9 кг до 1,3 кг. Молодые тигры оставались с самкой до 1,5—2 лет.

## Вымирание
До колонизации острова голландцами в конце XIX века, тигр обитал в западных горных районах острова, непригодных для выращивания поливного риса, и почти не пересекался с местным населением. Но в конце 1890-х годов горные леса стали вырубаться под пальмовые плантации и плантации других сельхозкультур, предназначавшихся на экспорт. Первый известный случай добычи балийского тигра произошёл на острове 3 ноября 1911 года, тигр был убит бароном Оскаром Войничем (хорв. Oskar Vojnić, венг. Vojnich Oszkár). Он застрелил взрослого тигра в северо-западной части острова, между Гунунг Гондолой и рекой Бануюпох. Прокладка дорог в джунгли способствовала освоению мест обитаний тигра местным населением и европейскими охотниками. Местное население и плантаторы заинтересовались тигром и начали массовую охоту, используя в качестве приманки коз и домашний скот. Барон описал этот случай в его собственной книге «В Восточном индийском Архипелаге», вышедшей в Будапеште в 1913 году. В 1920—1930-х годах на балийских тигров часто охотились голландские туристы-охотники, посещавшие остров.
Популяция была объявлена вымершей 27 сентября 1937 года после того, как последнего тигра, взрослую самку, застрелили в западном Бали (Сумбар Кама). В 1941 году в западной части острова был создан лесной заповедник Бали-Барат, площадью 20 000 га, для охраны диких животных, но было уже слишком поздно, тигров не осталось. Учитывая небольшой размер острова, ограниченную территорию лесных массивов и враждебно настроенное население, едва ли хотя бы один тигр мог бы выжить.

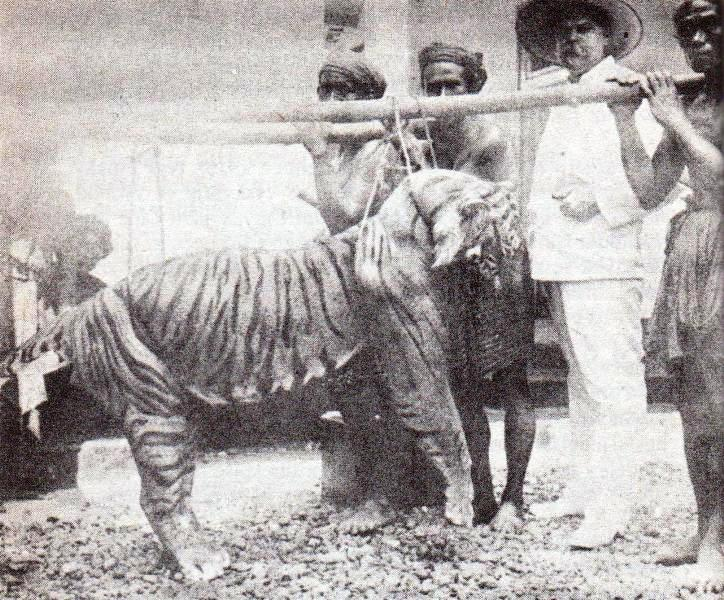
Балийский тигр, убитый М. Занвельдом. 1920-е годы

## Тигр в культуре жителей Бали
В культуре населения, проживающего на Бали, тигр занимал особое место. Он часто упоминается в народных рассказах и в изобразительном искусстве. Некоторые жители относились к тигру отрицательно и связывали его с разрушительной силой.
Местное население острова почти не сохранило произведения искусства и документы, связанные с тигром. Тем не менее, некоторые источники всё же сохранились. Наиболее полная информация о данном тигре была собрана венгерским бароном Войничем, который заманил в ловушку балийского тигра и смог сфотографировать его.
Также уцелели некоторые кости. Британский Музей в Лондоне обладает наибольшим собранием остатков балийского тигра: двумя шкурами и тремя черепами. Всего в музеях мира сохранилось 8 шкур и других остатков балийского тигра, добытых в основном в 1930-х годах.
Несмотря на полное исчезновение местной популяции, тигр играет важную роль в балийском индуизме.